# Rafael Pires Monteiro
Rafael Pires Monteiro, noto semplicemente come Rafael (Coronel Fabriciano, 23 giugno 1989), è un calciatore brasiliano, portiere del San Paolo.

## Carriera

### Nazionale
Il 1º marzo 2024 viene convocato per la prima volta in nazionale maggiore.

## Palmarès

### Competizioni statali
- Campionato Mineiro: 1

Atlético Mineiro: 2022

### Competizioni nazionali
- Campionato brasiliano: 1

Atletico Mineiro: 2021
- Coppa del Brasile: 1

São Paolo: 2023
- Supercoppa del Brasile: 1

São Paulo: 2024